# Теологія смерті Бога
«Теологія смерті Бога» або теологія «смерті Бога» (англ. Theology of the death of God) — ідея та напрям в богослів'ї ХХ століття, що намагається пояснити відмову людей від віри в класичний теїзм та пропонує нову модель віри в Бога. Форма секулярної та радикальної теології. Стверджує, що Бог для людського критичного мислення перестав існувати як антропоморфний дух, що знаходиться в певній точці у Всесвіті і його необхідно сприймати у новій формі.
Назва концепції походить від ідеї Фрідріха Ніцше «Смерть Бога», яка відображала зростаючу невіру в Бога та крах християнського теїзму для інтелектуального світу, ця концепція набула популярності наприкінці 1950-х і 1960-х років, а наразі знову занепала. Вперше, поняття «теологія смерті Бога» вжив французький теолог вірменського походження Габріель Ваханян[en].
Ідея розвивалася в рамках протестантської теології та філософії, а, також, в католицькій, та в реформованому юдаїзмі.

## Історія

### Секуляризація XVIII—XIXст.
У др. половині XVIII століття думка про «смерть Бога» увійшла у філософську свідомість завдяки роботам німецького філософа Георга Вільгельма Фрідріха Гегеля. Пристосовуючи свою діалектику до головної теологічної проблеми — природи Бога, Гегель стверджував, що Бог (як Абсолют або «Отець») радикально заперечується конкретним втіленням Бога (як Христа або Сина). Це заперечення згодом само заперечується під час розп'яття Ісуса, що призвело до появи Святого Духа, Бога як конкретного (церква) і абсолютного (духовна спільнота). Отже, у гегелівській думці смерть Бога не призводить до суворої негативності, а скоріше дозволяє появу повного одкровення Бога: Абсолютної Свідомості.
В ХІХ ст. важливою ідеєю, що струсонуло суспільство та християнство стала ідея Ніцше «Бог помер» або «Смерть Бога», що дала підстави для розвитку теології смерті Бога. Значення цього твердження полягає в тому, що оскільки, як каже Ніцше, "віра в християнського Бога стала неможливою, усе, що було «побудовано на цій вірі, підтримано нею, вросло в неї, включаючи всю європейську мораль, неминуче зруйнується».

### Середина XX століття
Предтечою до теології смерті Бога стала творчість і думки лютеранського теолога та філософа-екзистенціаліста Пауля Тілліха.
Хоча він передував формальному руху «Смерть Бога», Пауль Тілліх залишається дуже впливовим у цій галузі. Спираючись на роботи Фрідріха Ніцше, Фрідріха Шеллінга та Якоба Беме, Тілліх розвинув уявлення про Бога як «основу буття» та цим самим дав потужну відповідь на запит нігілізму у відсутності сенсу вірити в Бога. Центральним у цьому понятті було переосмислення традиційного теїзму у Тілліха та наполяганні на ідеї «Бог понад Богом теїзму» (тобто, що Бог-Особистість, в якого вірять християни та інші релігії, є тільки символом справжньої сутності Бога, який для людського існування та свідомості був і завжди буде таємницею).

У книзі «Мужність бути» він пише:
Мужність взяти на себе тривогу безглуздості — це межа, до якої може йти мужність бути. Поза ним є просто небуття. У ньому всі форми мужності відновлюються в силі Бога над Богом теїзму. Мужність бути вкорінена в Богові, який з'являється, коли Бог зникає в тривозі сумнівів.

## Положення

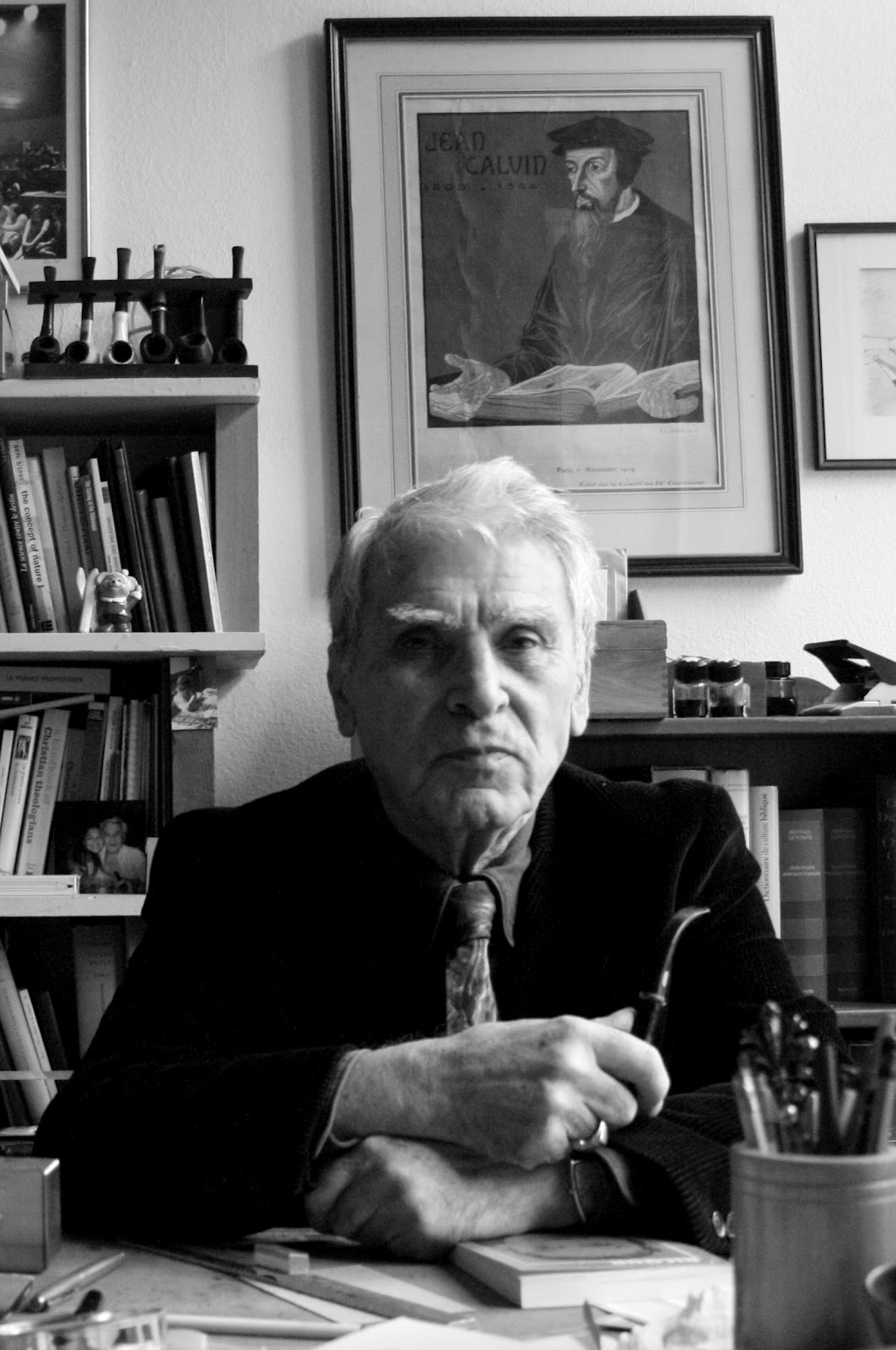
Теолог Габріель Ваханян.

У 1961 році була опублікована книга Габріеля Ваханяна «Смерть Бога» (яку високо оцінив ще один видатний теолог-екзистенціаліст ХХ ст. Рудольф Бультман). Ваханян стверджував, що сучасна світська культура втратила будь-яке відчуття сакрального, позбавлена будь-якого сакраментального значення, трансцендентної мети чи відчуття провидіння. Він зробив висновок, що для сучасної людської свідомості «Бог помер». У баченні Ваханяна трансформована постхристиянська та постмодерна культура була потрібна для створення оновленого досвіду божества.
Томас Альтізер запропонував радикальну теологію смерті Бога, яка спиралася на Вільяма Блейка, гегелівську думку та ідеї Ніцше. Він розглядав теологію як форму поезії, в якій іманентність (присутність) Бога можна зустріти у релігійних громадах. Однак він більше не сприймав можливість стверджувати віру в трансцендентного Бога. Альтізер зробив висновок, що Бог втілився в Ісусі і передав свій іманентний дух, який залишився у світі, навіть якщо Ісус був мертвий.
Річард Рубінштейн представляв радикальний напрямок теології в юдаїзмі. Ключовим для нього в цьому питанні є події Голокосту. Він стверджував, що Бог «помер» для сучасної єврейської культури, саме в Освенцимі. Хоча, буквальна смерть Бога не відбулася в цей момент, це був момент часу, коли євреї пробудилися і могли прийти до ідеї, що теїстичний Бог може не існувати. У роботі Рубінштейна вже було неможливо вірити в ортодоксального/традиційного теїстичного Бога Авраамової угоди після Голокосту, скоріше, Бог є історичним процесом.
Ваханян, Ван Бюрен і Гамільтон погоджуються, що концепція трансцендентності втратила будь-яке значуще місце в сучасній думці. Згідно з нормами сучасної секулярної думки, Бог «мертвий». У відповідь на цей колапс трансцендентності Ваханян пропонує радикальну постхристиянську альтернативу традиційному теїзму як ідеї Бога як основи абсолютних людських цінностей та основи людського буття. Ван Бюрен і Гамільтон пропонували ідею Ісуса як зразка людини, яка діяла в любові, через яку і явився Бог людству, оскільки сам Бог для сучасних людей виглядає не більше ніж абстрактний символ прихованої, мовчазної істоти.

## Роботи
- The Death of God: The Culture of Our Post-Christian Era (New York: George Braziller, 1961).